# Casselardit

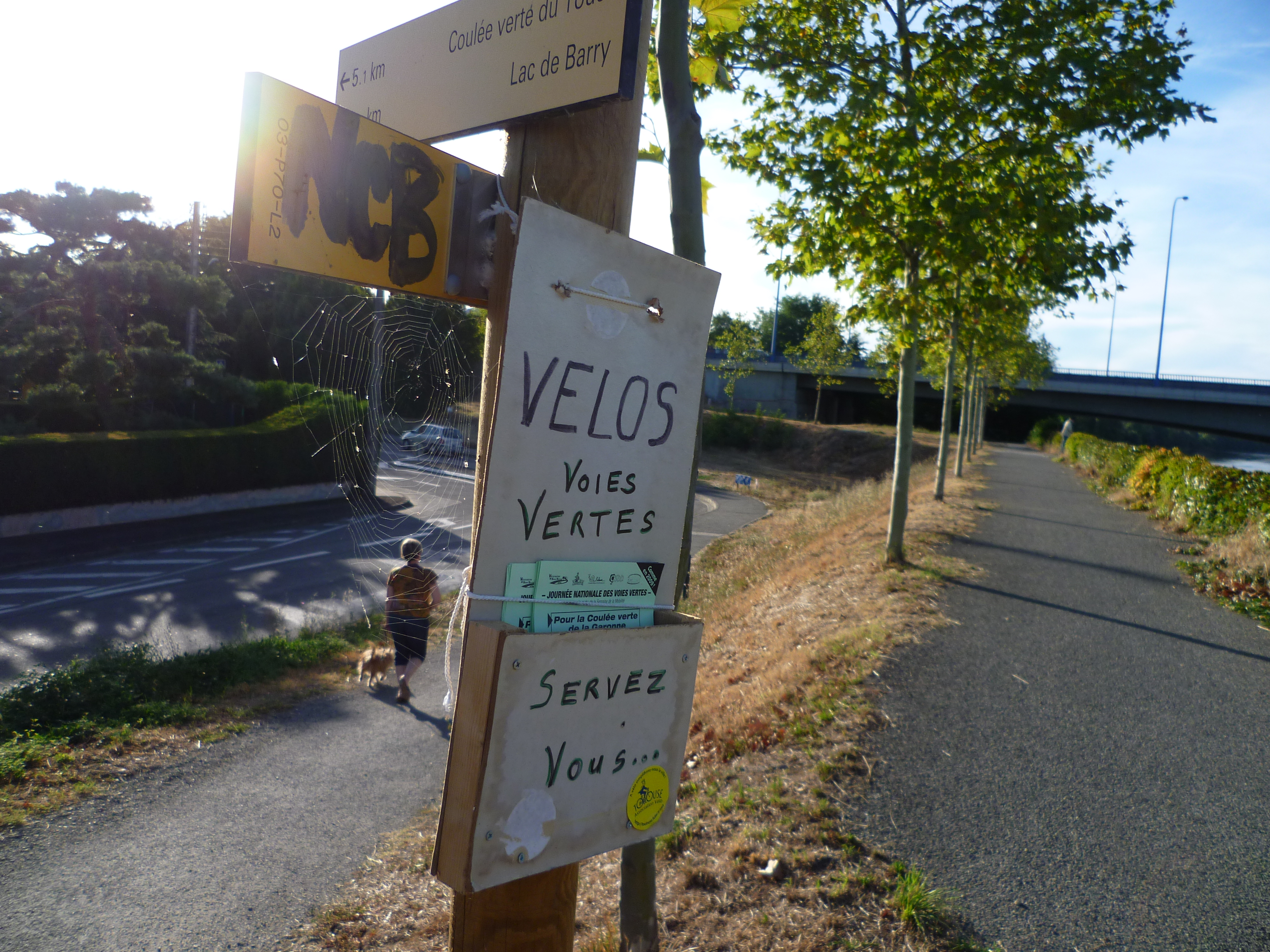
Le GR à Casselardit

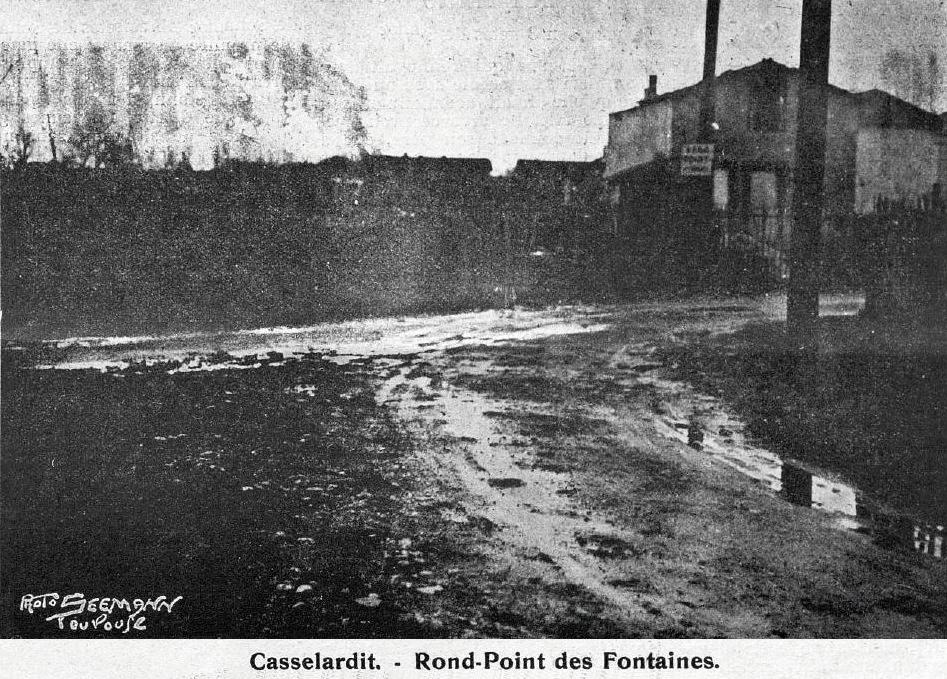
Le rond-point des Fontaines en état de vétusté (novembre 1928).

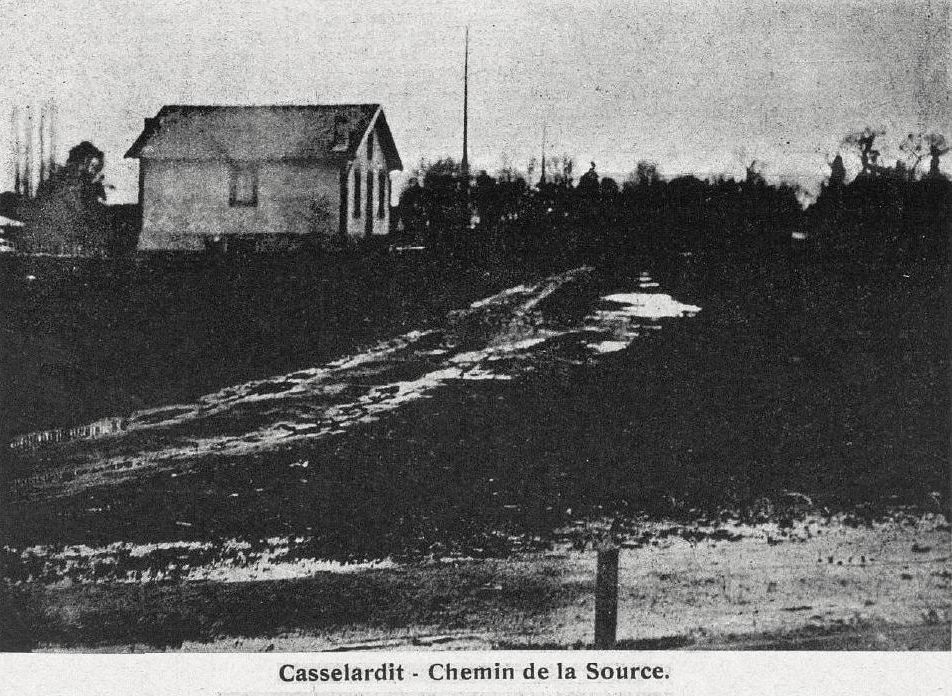
Le chemin de la Source en état de vétusté (novembre 1928).

Casselardit (API [kasə l ardit] , en òc Caça l'Ardit) est un quartier INSEE de Toulouse le long de la rive gauche de la Garonne face aux Amidonniers. Il est délimité à l'ouest par le quartier de Purpan, à l'est par la Patte d'Oie et au sud par La Cépière. Il est desservi par le tram à la station du même nom.[réf. nécessaire]

## Étymologie
L'étymologie du mot "Casselardit" est incertaine.
Casselardit ou Casselhardit serait la traduction de "celui qui chasse le hardi". Le "hardi" (bas-lat. arditus) est une petite monnaie de cuivre valant trois deniers, le quart d'un sou et un peu plus qu'un centime, propre au Midi de la France et en Espagne et équivalente au "liard".Le terme désignerait donc un mendiant ou un avare ou un endroit pauvre.[réf. nécessaire]
Casselardit pourrait également trouver son origine par la traduction en occitan de "chêne" ("Casse" en Occitan) et de "Hardi" ("Ardit" en Occitan). Casselardit aurait alors comme signification "le chêne fier".[réf. nécessaire]

## Le Château de Casselardit
La première trace écrite du domaine remonte au cadastre de 1571 qui évoque une « maison avec tour » appartenant à Jean Lassus "dict.Casselhardit".
Le marchand enrichi, devenu noble, Richard Déjean, baron de Launac et capitoul, est considéré après son acquisition comme le véritable constructeur du château. Un blason, qui représente sur la façade ouest un oiseau au vol abaissé et un chef chargé de trois soleils, semble en attester.
Après plusieurs changements la partie principale passa ensuite à Simon de Bastard, avocat et professeur de droit français à l'université de Toulouse, resté célèbre pour sa dernière plaidoirie. S'apercevant que le Parlement ne l'écoutait pas avec attention, il s'interrompit puis s'exclama: « la Cour dort !». Le procureur général de Maniban, piqué au vif, lui répondit: « La Cour à son réveil vous suspend pour six mois ». Sans se départir, M. de Bastard ajouta: « Et moi, plus puissant que la Cour, je m'interdis pour toujours ». Et il quitta le Palais pour ne plus y rentrer(1).
Le château est brièvement transformé en moulin (le moulin de Maynery) en 1829 en y adjoignant des meules.
Le cadastre de 1838 évoque un changement de dénomination du lieu, le moulin de Maynery devenant le château de Magneri. Selon ce même cadastre, apparaît le chemin de " Casse L'Ardit" reliant la route de Bayonne (Avenue de Grande-Bretagne) à Saint-Michel-du-Touch (Ancely).
Le domaine passa en 1873 au maître tailleur toulousain Antoine Cathala puis à Justin Itié avant d'être acheté par Pierre Ducis en 1905.
L'ancien artiste lyrique Pierre Ducis apporta quelques modifications notamment dans la porte située à droite sur la façade principale : aux armoiries de Dejean répondent les volutes Art nouveau des fers forgés sertis dans une arcade symétrique. La terrasse descendant en arcs de cercle vers le fleuve et le parc planté d'essences exotiques sont aménagés dans le même temps et ouvert aux habitants encore rares du quartier ; l'ancien vivier est quant à lui transformé en bassin d'agrément.
À la mort de sa veuve, le château devient une maison de retraite dédiée aux anciens artistes lyriques. Désormais géré par le CCAS, le site s'est agrémenté de deux nouvelles structures gériatriques : l'EHPAD Pierre Ducis et la maison de retraite Les Fontaines. 
Le château, un temps laissé à l'écart pour cause de non conformité, est aujourd'hui occupé par les services communs aux deux structures. 

## Voir aussi

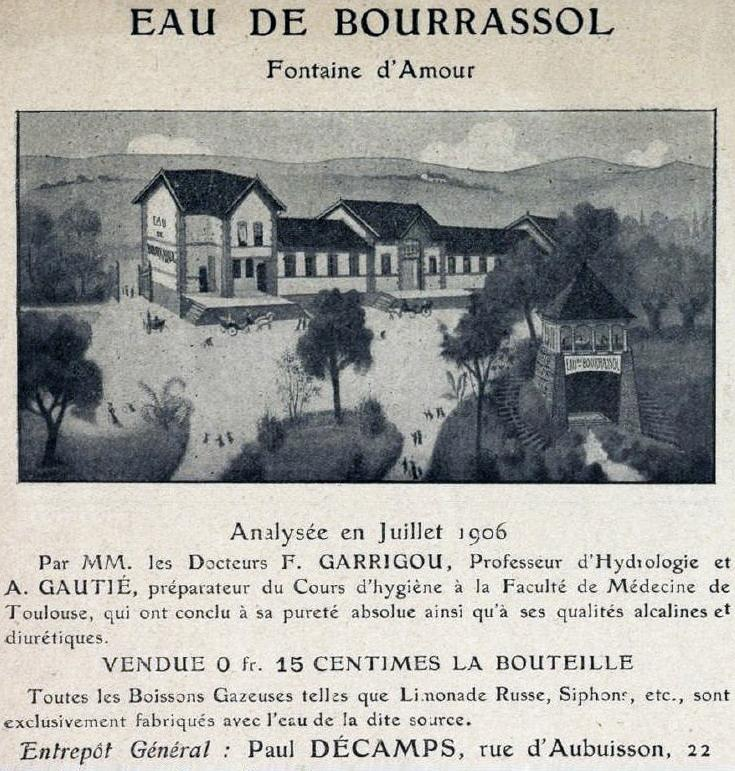
Réclame pour l'eau de Bourrassol (1906).